# Tilburgpolder
De Tilburgpolder is een voormalig waterschap in de provincie Groningen.
Het schap lag tussen Westerbroek en Kolham. De noordwestgrens liep over de Nevellaan, het Vonderpad en Meesterslaan naar de Borgweg en vervolgens tussen de beide verzorgingsplaatsen Dikke Linde en Veenborg aan de A7 door naar het begin van de Scharmer Ae, daar maakte de grens een hoek van 90° en eindigde 600 m westelijk van de weg de Uiterdijk en liep vervolgens naar het zuiden op 200 m westelijk van de Vrouwenlaan, de zuidgrens lag bij de Borgweg. De molen van de polder sloeg uit op de Scharmer Ae. Een deel van het schap lag tevens in Scharmer-Oostpolder, omdat zij voor het vervoer van goederen gebruik maakten van het kanaal van de Oostpolder. 
Waterstaatkundig gezien ligt het gebied sinds 2000 binnen dat van het waterschap Hunze en Aa's.

## Naam
De polder is genoemd naar de verdwenen villa Tilburg.